# Richard Guy
Pour les articles homonymes, voir Guy.
Richard Kenneth Guy, né le 30 septembre 1916 à Nuneaton dans le Warwickshire et mort le 9 mars 2020 à  Calgary (Alberta, Canada), est un mathématicien britannique naturalisé canadien, qui termine sa carrière comme professeur émérite à l'Université de Calgary. 
Il est principalement connu pour son livre Unsolved Problems in Number Theory et pour avoir coécrit Winning Ways for your Mathematical Plays. Il a également publié plus d'une centaine d'articles sur la théorie des jeux combinatoires, la théorie des nombres et la théorie des graphes. On lui doit par exemple la notion de planeur dans le jeu de la vie et, sur un ton humoristique, la loi forte des petits nombres.
Richard Guy est également une figure notable des études d'échecs. Il a composé plus de 200 études, et coïnventé le code de Guy-Blandford-Roycroft (en) pour la classification des études.
Richard Guy a écrit quatre articles avec Paul Erdős, ce qui lui donne un nombre d'Erdős de 1.

## Biographie
Richard Guy naît le 30 septembre 1916 à Nuneaton dans le Warwickshire en Angleterre, d'Adeline Augusta Tanner et de William Alexander Charles Guy. Ses deux parents sont des professeurs, atteignant respectivement le rang de directrice et de directeur. Il fréquente la Warwick School for Boys, la troisième plus ancienne école de Grande-Bretagne, mais n'est pas enthousiasmé par la plus grande partie du programme d'études. Cependant, il est bon en sport et excelle en mathématiques. À l'âge de 17 ans, il étudie l'histoire de Dickson sur la théorie des nombres. Il dit que c'était mieux que « toutes les œuvres de Shakespeare. » Son avenir est fixé. À ce moment-là, il a également développé une passion pour l'escalade.
En 1935, Richard Guy entre au Gonville and Caius College de Cambridge après avoir remporté plusieurs bourses. Pour gagner la plus importante d'entre elles, il a dû se rendre à Cambridge et passer des examens pendant deux jours. Son intérêt pour les jeux commence à Cambridge, où il devient un compositeur avide de problèmes d'échecs. En 1938, il obtient un baccalauréat spécialisé de deuxième classe. Il pense lui-même que son échec à obtenir une première est peut-être lié à son obsession pour les échecs. Bien que ses parents le lui aient vivement déconseillé, Guy décide de devenir enseignant et obtient un diplôme en enseignement à l'université de Birmingham. 
Richard Guy meurt le 9 mars 2020 à l'âge de 103 ans.

### Famille
Richard Guy rencontre sa future épouse Nancy Louise Thirian par l'intermédiaire de son frère Michael, qui est également boursier au Gonville and Caius College. Ils partagent leur passion pour la montagne et la danse. Il la courtise par correspondance et ils se marient en décembre 1940.